# Saadallah al-Jabiri
Saadallah al-Jabiri in arabo سعد الله الجابري‎?, Saʿd Allāh al-Jābirī (Aleppo, 1893 – Aleppo, 1947) è stato un politico siriano, due volte primo ministro e due volte ministro degli affari esteri e degli espatriati della Siria.
Jabiri fu esiliato dalle autorità francesi nel villaggio di Douma, nel Libano settentrionale. Sua sorella, Fayza al-Jabiri, era sposata con Riad Al Solh, due volte primo ministro del Libano..
La piazza Saadallah al-Jabiri nel centro della città di Aleppo prende il nome dallo statista.